# Llibert Sendrós
Sendrós i Juvé est un nom catalan. Le premier nom de famille, paternel, est Sendrós ; le second, maternel, souvent omis, est Juvé ; les deux sont fréquemment liés par la conjonction « i ».
Llibert Sendrós Juvé (né le 15 septembre 1991 à Rodonyà en Catalogne) est un coureur cycliste espagnol, membre de l'équipe Controlpack-Badia.

## Biographie
De 2013 à 2014, Llibert Sendrós court dans l'équipe espagnole Coluer Bicycles. En 2015, il intègre la formation Compak-Campo Claro, avec laquelle il devient double champion de Catalogne, en ligne et en contre-la-montre.
En début d'année 2016, il intègre le VC Cremonese-Guerciotti en Italie. Il passe ensuite professionnel au mois d'aout en signant avec l'équipe continentale ukrainienne Kolss-BDC. Bon grimpeur, il termine cinquième du Tour de Bulgarie.
En fin d'année 2017, l'équipe Kolss disparaît. Ne retrouvant pas de point de chute, il décide de mettre un terme à sa carrière. Il reprend finalement le cyclisme en 2019, mais seulement au niveau amateur. 

## Palmarès
- 2015
  - Champion de Catalogne sur route
  - Champion de Catalogne du contre-la-montre

## Classements mondiaux
| Année           | 2016   |
| --------------- | ------ |
| UCI Europe Tour | 1 189e |